# Nagy Lajos (törvényszéki elnök)
Nagy Lajos (Árvátfalva, 1819 – Székelyudvarhely, 1893. február 13.) királyi törvényszéki elnök, színész.

## Élete
Nagy István és Pál Sára szabad székely szülők fia. A székelyudvarhelyi református kollégiumban végezte bölcseleti, jogi és hittani tanulmányait 1847-ben. Kora ifjúságában Feleky Miklóssal együtt lépett a színipályára és szerelmes szerepkört töltött be. Színész-neve Árvádi volt. 1837-től 1843-ig maradt meg a pályán, de azontúl is megmaradt a színészet lelkes barátjának. Lefordította a Lear királyt, előadták Marosvásárhelyen, 1842. szeptember 27-én; a főszerepet ő játszotta.
1847-ben Udvarhelyszék megválasztotta táblabírájává és aljegyzővé, s e tisztséget a szabadságharc leveretéseig viselte. 1848-ban ügyvédi vizsgát tett. 1856-ban közigazgatási gyakorlati szigorlatot és 1858-ban birói vizsgát tett. 1860-ban úrbéri törvényszéki ülnök lett. 1861. októbertől a székelyudvarhelyi református kollégiumban ideiglenesen mint jogtanár is működött 1865-ig. 1864-ben udvarhelyszéki törvényszéki elnök, 1868-ban úrbéri törvényszéki elnök, végül 1872-ben királyi törvényszéki elnök lett Székelyudvarhelyen. 1875-ben rendelkezési állapotba helyeztetett és 1876-ban az erzsébetvárosi királyi törvényszék elnökévé nevezték ki. 1890-ben nyugdíjba lépett és Székelyudvarhelyre költözött vissza. 1868-ban a székelyudvarhelyi kollegium algondnokának, 1877-ben pedig főgondnokának választatott meg. Erzsébetváros díszpolgára volt.
A székelyudvarhelyi református kollegium kétszázadik évforduló ünnepélye alkalmával 1873. májusban beszédet mondott, mely az akkor kiadott Emlékkönyvben jelent meg. Politikai cikkeket írt az erdélyi lapokba és régészeti leveleket a Archaeologiai Értesítőbe.